# Greatest American Waltzes
Greatest American Waltzes es un álbum de estudio de la cantante estadounidense Connie Francis, publicado en julio de 1963 a través de MGM Records.

## Antecedentes
Un álbum que incluyese vals populares en los Estados Unidos había sido planeado en 1961 pero se abandonó la idea a favor de otros proyectos musicales.
Un segundo intento fue hecho en 1963 y fue grabado el 18 y 19 de julio del mismo año en los estudios de Owen Bradley, Bradley Film & Recording, Nashville. Los arreglos fueron ofrecidos por Bill McElhiney quién, también condujo las sesiones. Los coros vinieron de Millie Kirkham y the Jordanaires.

## Lista de canciones
Créditos adaptados desde las notas del álbum.

| Lado uno |                           |                                        |          |  |
| N.º      | Título                    | Escritor(es)                           | Duración |  |
| 1.       | «Anniversary Waltz»       | Dave Franklin, Al Dubin                | 2:24     |  |
| 2.       | «Remember»                | Irving Berlin                          | 2:19     |  |
| 3.       | «My Buddy»                | Walter Donaldson, Gus Kahn             | 2:51     |  |
| 4.       | «You Can't Be True, Dear» | Hans Otten, Gerhard Ebeler, Hal Cotten | 2:35     |  |
| 5.       | «Always»                  | Berlin                                 | 2:21     |  |
| 6.       | «Beautiful Ohio»          | Ballard MacDonald, Robert A. King      | 2:44     |  |

| Lado dos |                                            |                                                         |          |  |
| N.º      | Título                                     | Escritor(es)                                            | Duración |  |
| 1.       | «Three O'Clock in the Morning»             | Theodora Morse, Julián Robledo                          | 2:12     |  |
| 2.       | «True Love»                                | Cole Porter                                             | 3:14     |  |
| 3.       | «Till We Meet Again»                       | Richard A. Whiting, Raymond B. Egan                     | 2:39     |  |
| 4.       | «Melody of Love»                           | Hans Engelmann, Tom Glazer                              | 2:19     |  |
| 5.       | «Fascination»                              | Fermo Dante Marchetti, Maurice de Féraudy, Dick Manning | 2:45     |  |
| 6.       | «(I'll Be with You in) Apple Blossom Time» | Albert Von Tilzer, Neville Fleason                      | 2:30     |  |

## Posicionamiento
| Gráfica (1963)                 | Pico de posición |
| ------------------------------ | ---------------- |
| Estados Unidos (Billboard 200) | 94               |